# 豊川市立一宮東部小学校
豊川市立一宮東部小学校（とよかわしりつ いちのみやとうぶしょうがっこう）は、愛知県豊川市上長山町にある公立小学校。

## 校区
- 校区は東上町、江島町、上長山町、一宮町（旭、宝川、大池の一部）であり、公立中学校に進む場合は豊川市立一宮中学校に進学する[2]。
- 旧・宝飯郡一宮町の小学校である。

## 沿革
豊川市立一宮東部小学校の開校日は1907年（明治40年）3月8日であるが、これはこの地域の学校を統合し、一宮東部尋常小学校が発足した年である。ここではそれ以前についても記述する。
- 1872年（明治5年） - 一ノ宮村に一宮義校が開校。翌年、一宮学校に改称する。
- 1873年（明治6年） - 江村に一宮学校江島分学校が開校する。
- 1874年（明治7年） - 東上村に一宮学校東上分学校、上長山村に一宮学校上長山分学校が開校する。
- 1878年（明治11年） - 鵜飼島村、江村が合併し、江島村となる。
- 1892年（明治25年） - 東上分学校が独立し、東上小学校となる。
- 1894年（明治27年） -
  - 上長山分学校が独立し、上長山小学校となる。
  - 江島分学校が独立し、江島小学校となる。
- 1889年（明治22年）10月1日 - 東上村、江島村、上長山村、松原村が合併し、本茂村が発足。
- 1906年（明治39年）7月1日 - 本茂村と桑富村と合併し、一宮村が発足。
- 1907年（明治40年）3月8日 - 東上小学校、上長山小学校、江島小学校を統合し、一宮東部尋常小学校となる。統合校舎は無く、旧・東上小学校校舎と旧・上長山小学校校舎を使用する。江島地区は豊川の対岸に位置することもあり、旧・江島小学校は一宮東部尋常小学校江島分教場となる。
- 1911年（明治44年） - 現在地に校舎が完成する。
- 1916年（大正5年） - 高等小学校を併置する。
- 1918年（大正7年） - 一宮村立東部実業補習学校を併設する。
- 1926年（大正15年） - 一宮村立東部青年訓練所を併設する。
- 1930年（昭和5年） - 東部実業補習学校と西部実業補習学校を、東部青年訓練所と西部青年訓練所を統合する。一宮東部尋常小学校に一宮実業補習学校、一宮青年訓練所を併設する。
- 1938年（昭和13年） - 豊川に江島橋が架けられたことにより、江島分教場を廃止する。
- 1941年（昭和16年）4月1日 - 一宮東部国民学校に改称する。
- 1947年（昭和22年）4月1日 - 一宮村立一宮東部小学校に改称する。
- 1950年（昭和25年） - 新校舎（木造・南校舎）が完成する。
- 1952年（昭和27年） - 新校舎（木造・北校舎）が完成する。旧校舎（1911年建築）を取り壊す。
- 1960年（昭和35年） - 新校舎（鉄筋コンクリート造・現在の南校舎）が完成する。
- 1961年（昭和36年）4月1日 - 町制施行で一宮町となる。同時に一宮町立一宮東部小学校に改称する。
- 1965年（昭和40年） - 校舎を増築する。
- 1968年（昭和43年） - プールが完成する。
- 1971年（昭和46年） - 体育館が完成する。
- 1980年（昭和55年） - 新校舎（鉄筋コンクリート造・現在の北校舎）が完成する。
- 2006年（平成18年）2月1日 - 一宮町が豊川市に編入される。同時に豊川市立一宮東部小学校に改称する。

## 交通アクセス
- JR東海飯田線長山駅下車、徒歩約5分。

## 周辺施設
- 豊川市立一宮中学校
- 豊川市立一宮南部小学校
- 豊川市立一宮東部保育園
- 東三河高等技術専門校
- 飯田線長山駅
- 飯田線江島駅

## その他
- 飯田線長山駅周辺には、戦前に長山遊園地を造成するさいに発見された縄文時代晩期の水神平遺跡[3]がある。豊川市指定史跡（1967年に一宮町指定史跡）となっており、一宮東部小学校の校庭の北西に看板がある。